# 聯合國大學國際軟件技術研究所

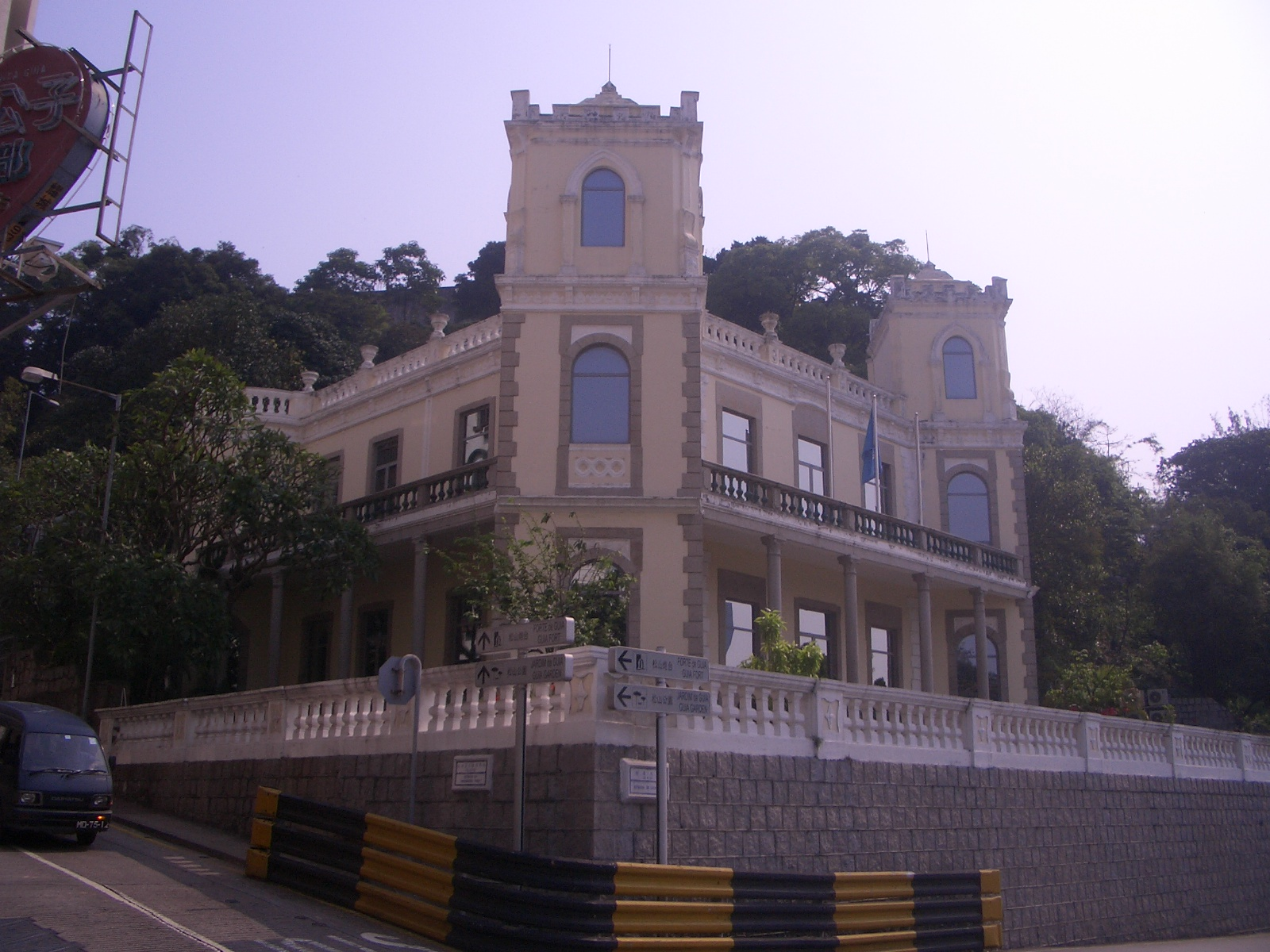
聯合國大學國際軟件技術研究所

聯合國大學澳門研究所（英語：United Nations University Institute in Macau, UNU Macau），前身為聯合國大學國際軟件技術研究所（英語：United Nations University International Institute for Software Technology, UNU-IIST），联合国大学下属机构之一，始创于1992年，是一个非盈利性的研究和教育机构。其使命是帮助发展中国家提高其计算机科学的教育和研究水平，及增强其计算机软件开发能力。主要研究方向是形式化方法的理论和应用以及电子政务。研究所位于澳门。
於2015年，由聯合國大學計算與社會研究所承續並取代聯合國大學國際軟件技術研究所。
2022年，由聯合國大學澳門研究所取代聯合國大學計算與社會研究所。